# Hubnerius praetextatus
Hubnerius praetextatus är en fjärilsart som beskrevs av Paul Mabille 1882. Hubnerius praetextatus ingår i släktet Hubnerius och familjen nattflyn. Inga underarter finns listade i Catalogue of Life.